# (942) Romilda
(942) Romilda – planetoida z pasa głównego asteroid okrążająca Słońce w ciągu 5 lat i 219 dni w średniej odległości 3,15 j.a. Została odkryta 11 października 1920 roku w Landessternwarte Heidelberg-Königstuhl w Heidelbergu przez Karla Reinmutha. Niezależnie odkrył ją Friedrich Karl Arnold Schwassmann w obserwatorium w Bergedorfie tej samej nocy. Nazwa pochodzi od imienia żeńskiego. Przed nadaniem nazwy planetoida nosiła oznaczenie tymczasowe (942) 1920 HW.